# 桜菜々美
桜 菜々美（さくら ななみ、1990年2月14日 - ）は、日本の元AV女優。
身長:164cm。スリーサイズ:B85(C65)・W57・H86cm。血液型:O型。趣味:料理、買い物。

## 略歴・人物
千葉県出身。2012年4月13日に“KMP史上No.1アイドル”のキャッチフレーズでAVデビュー。所属事務所はエルプロモーション。
2012年7月26日の公式ブログにて、長期療養のため引退することを発表。

## 出演作品

### アダルトDVD
2012年
- 美神 4本番スペシャル（4月13日、Million）※デビュー作
- 解禁（5月11日、Million）
- カワイイコスプレ 絶品スレンダーBODYを味わう8変化（6月8日、Million）
- ミリオン・ドリーム2012 新リーダーは、ぜ〜ったい私なんだからっ♥（7月13日、Million）共演:藤井シェリー、神咲詩織、麻倉憂
- 超美尻（7月13日、Million）
- 裸の女神 美しいカラダの本気セックス（8月10日、Million）
- 引退・桜菜々美 4時間/5本番（9月14日、Million）